# Karhult
Karhult är en ort i Osby kommun i Skåne län, belägen nära gränsen mellan Skåne och Småland intill Södra stambanan.
Under 1800-talet fanns det ett sågverk på orten.
Ortens bebyggelse har dokumenterats av Loshults hembygdsförening.